# Municipio de Randolph (Dakota del Norte)
El municipio de Randolph (en inglés: Randolph Township) es un municipio ubicado en el condado de McKenzie en el estado estadounidense de Dakota del Norte. En el año 2010 tenía una población de 16 habitantes y una densidad poblacional de 0,17 personas por km².

## Geografía
El municipio de Randolph se encuentra ubicado en las coordenadas 47°48′34″N 103°43′59″O / 47.80944, -103.73306. Según la Oficina del Censo de los Estados Unidos, el municipio tiene una superficie total de 92.76 km², de la cual 92,56 km² corresponden a tierra firme y (0,21 %) 0,2 km² es agua.

## Demografía
Según el censo de 2010, había 16 personas residiendo en el municipio de Randolph. La densidad de población era de 0,17 hab./km². De los 16 habitantes, el municipio de Randolph estaba compuesto por el 100 % blancos. Del total de la población el 0 % eran hispanos o latinos de cualquier raza.